# Platycarabus
Platycarabus  (лат.) — подрод европейских жуков рода жужелиц (Carabus), включающий 5 видов.

## Систематическое положение
Подрод описан в 1886 году Ф. Ф. Моравицем по типовому виду Carabus depressus. Синонимичными сейчас считаются таксоны Pseudocechenus (предлагался тем же автором по типовому виду Carabus irregularis) и Baudiicarabus (предлагался в 1909 году Л. Ганглбауером по типовому виду Carabus cychroides).
Высказывалось предположение, что представители Platycarabus систематически близки подроду Hygrocarabus. Возводя подрод Chaetocarabus в ранг самостоятельного рода, Р. Исикава (1984) включил в него также эти две группы.
В 1998 году коллектив исследователей (A. Casale и др.) проверил гипотезу о родстве, сравнив по отдельности и в комплексах 26 признаков личинок и взрослых жуков, а также нуклеотидные последовательности гена nd1. Выяснилось, что Platycarabus представляет собой чётко очерченную монофилетическую линию, которая достаточно далека от Chaetocarabus и, тем более, Hygrocarabus

## Ареал
Жуки подрода Platycarabus обитают в Альпах и прилегающих к ним регионах, от Франции на западе до Украины на востоке.